# Boloria berolinensis
Boloria berolinensis är en fjärilsart som beskrevs av Hans-Joachim Hannemann 1915. Boloria berolinensis ingår i släktet Boloria och familjen praktfjärilar. Inga underarter finns listade i Catalogue of Life.